# Sputi (album)
Sputi è un album del 2004 di Marco Paolini e i Mercanti di Liquore

## Tracce
1. Cappello - 0:48
2. Re Federico - 4:07 (Testo da Re Federico di Gianni Rodari)
3. Parole mate - 2:08 (Testo di Ernesto Calzavara)
4. Due parti di idrogeno per una di ossigeno - 6:10 (Testo da I mari della luna di Gianni Rodari e Virtù dell'acqua di Marco Paolini)
5. La notte mi par bella - 3:28 (Testo da La petite promenade du poète di Dino Campana)
6. L'altissimo - 3:41 (Testo da L'alta guida di Marco Paolini e dal canto popolare L'altissimo de sora)
7. Il sergente della neve - 5:21 (Testo da La tradotta di Gianni Rodari e Il sergente nella neve di Mario Rigoni Stern)
8. Domani è lunedì - 6:31 (Testo da Sul duomo di Como di Gianni Rodari e Domani è lunedì di Marco Paolini)
9. Mare Adriatico - 2:33 (Testo da Mare Adriatico di Gianni Rodari)
10. Regola acquea - 5:16 (Testo da Me son visuo di Biagio Marin e Regola Acquea di Marco Paolini)
11. Sette fratelli - 4:15 (Testo di Gianni Rodari)
12. Il prigioniero Ante - 4:53 (Testo di Erri De Luca)
13. Sottovento - 2:42 (Testo Barche amorrate di Dino Campana e Par vardar di Giacomo Noventa)
14. I nomi delle stelle - 1:38 (Testo Stelle senza nome di Gianni Rodari)
15. Sputi - 1:01 (Testo di Erri De Luca)